# Stina Svegland
Stina Linnea Svegland, född 29 juni 1918 i Blidsbergs församling, död 6 april 1984 i Örgryte församling, var en svensk socionom och politiker (folkpartist). 
Svegland, som avlagt socionomexamen, blev skyddsassistent i Stockholms stads första distrikt 1953, extra ordinarie skyddskonsulent i Göteborgs distrikt för äldre under skyddstillsyn 1966, och var skyddskonsulent i Göteborg-Lunden distrikt från 1977. Hon var ersättare i Sveriges riksdag för Göteborgs kommuns valkrets kortare perioder 1976, 1978 och 1981.